# Chengmen
Chengmen (kinesiska: 城门) är en köping i sydöstra Kina. Den ligger i stadsdistriktet Cangshan i staden Fuzhou i provinsen Fujian, omkring 11 kilometer sydost om provinshuvudstaden Fuzhou. Antalet invånare är 96 539. Befolkningen består av 47 222 kvinnor och 49 317 män. Barn under 15 år utgör 12,0 %, vuxna 15-64 år 81 %, och äldre över 65 år 6,0 %.